# تقرير لأكاديمية
تقرير لأكاديمية (بالألمانية: Ein Bericht für eine Akademie) قصة قصيرة ألمانية من تأليف الكاتب التشيكي فرانز كافكا، كتبها في أبريل من العام 1917 ونُشرت للمرة الأولى في نفس السنة في شهر نوفمبر بواسطة مارتين بوبر في المجلة الألمانية الشهرية التي اسسها «اليهودي» (Der Jude) جنباً إلى جنب مع قصة أخرى من قصص كافكا «بنات آوى والعرب» (Schakale und Araber). القصة تنشر مرة أخرى في عام 1919 في مجموعة قصص قصيرة مسماة «طبيب ريفي» (Ein Landarzt)

## القصة
في القصة قرد اسمه ريد بيتر تعلم كيف يتصرف مثل الإنسان، يقوم بتقديم تقرير إلى أكاديمية يتكلم فيه كيف نفذ تحوله هذا، في التقرير الأكاديمية طلبت منه أن يتكلم عن وجوده السابق كقرد، إلا أنه يعتذر إليهم قائلاً بأن تحوله كان مكتملاً بحيث أنه لم يعد يحمل أي ذكريات قبل تحوله.

## وصلات خارجية
| - تقرير لأكاديمية، على ويكي مصدر الألمانية. - تقرير لأكاديمية، على كتب جوجل. - تقرير لأكاديمية، على جود ريدز. | - تقرير لأكاديمية، على الفهرس العالمي. - تقرير لأكاديمية، على AbeBooks. |